# 2. hokejová liga SR 2013/2014
Sezóna 2013/2014 byla 21. ročníkem 2. slovenské hokejové ligy. Vítězem se stal tým MHK Dubnica nad Váhom , který neuspěl v baráži o 1. hokejovou ligu. Z 1. ligy nikdo nesestoupil.

## Systém soutěže
Soutěž byla rozdělena do dvou skupin (západ a východ). Celkem se jich zúčastnilo 16 týmů po sedmi týmech. Ve všech skupinách se odehrálo 21 zápasů. Bodový systém v soutěži se nezměnil, za výhru se získalo tři body, za výhru v prodloužení získal klub dva body, za prohru v prodloužení jeden bod a za prohru nezískal klub žádný bod. První dva týmy z každé skupiny postoupili do finálové části o postup. Nejlepší tým postoupil do baráže o 1. ligu. Ze soutěže se nesestupovalo.

## Skupina západ

### Základní část
|  | Postupující o postup |

| Poř. | Tým                        | Z  | V  | VP | PP | P  | Skóre   | B  | +/− |
| ---- | -------------------------- | -- | -- | -- | -- | -- | ------- | -- | --- |
| 1.   | MHK Dubnica nad Váhom      | 21 | 20 | 1  | 0  | 0  | 124:46  | 62 | +78 |
| 2.   | HK 96 Nitra                | 21 | 10 | 2  | 1  | 8  | 93:73   | 35 | +20 |
| 3.   | HC ’05 Banská Bystrica "B" | 21 | 10 | 1  | 1  | 9  | 96:72   | 33 | +24 |
| 4.   | HK Hamikovo                | 21 | 10 | 1  | 1  | 9  | 99:98   | 33 | +1  |
| 5.   | HK Iskra Partizánske       | 21 | 10 | 0  | 1  | 10 | 116:111 | 32 | +5  |
| 6.   | HC Mikron N. Zámky         | 21 | 9  | 0  | 1  | 11 | 98:116  | 28 | –18 |
| 7.   | HC Bratislava RiverBlades  | 21 | 7  | 0  | 2  | 12 | 103:154 | 23 | –51 |
| 8.   | HK Levice                  | 21 | 2  | 0  | 0  | 19 | 63:122  | 6  | –59 |

### Skupina východ
|  | Postupující o postup |

| Poř. | Tým                   | Z  | V  | VP | PP | P  | Skóre  | B  | +/−  |
| ---- | --------------------- | -- | -- | -- | -- | -- | ------ | -- | ---- |
| 1.   | MHK Humenné           | 21 | 21 | 0  | 0  | 0  | 148:23 | 63 | +125 |
| 2.   | MŠK Hviezda D. Kubín  | 21 | 14 | 1  | 2  | 4  | 118:61 | 46 | +57  |
| 3.   | HKM Rimavská Sobota   | 21 | 13 | 2  | 1  | 5  | 104:68 | 44 | +36  |
| 4.   | MHk 32 L. Mikuláš "B" | 21 | 8  | 2  | 2  | 9  | 102:77 | 30 | +25  |
| 5.   | MHK Blesky Detva      | 21 | 7  | 1  | 1  | 12 | 77:112 | 24 | –35  |
| 6.   | HK Slovan Gelnica     | 21 | 6  | 0  | 1  | 14 | 64:116 | 19 | –52  |
| 7.   | HK Brezno             | 21 | 4  | 1  | 0  | 16 | 71:137 | 14 | –66  |
| 8.   | HK Sabinov            | 21 | 3  | 1  | 1  | 16 | 51:141 | 12 | –90  |

## O postup
- MHK Dubnica nad Váhom – MHK Humenné 2:0 (3:2, 4:3)
- Konečný stav série 2:0 na zápasy pro MHK Dubnica nad Váhom, který tak postoupil do baráže o 1. ligu.